# 1274 en santé et médecine
| Années de la santé et de la médecine : 1271 - 1272 - 1273 - 1274 - 1275 - 1276 - 1277    |
| Décennies de la santé et de la médecine : 1240 - 1250 - 1260 - 1270 - 1280 - 1290 - 1300 |

Cet article présente les faits marquants de l'année 1274 en santé et médecine.

## Événements

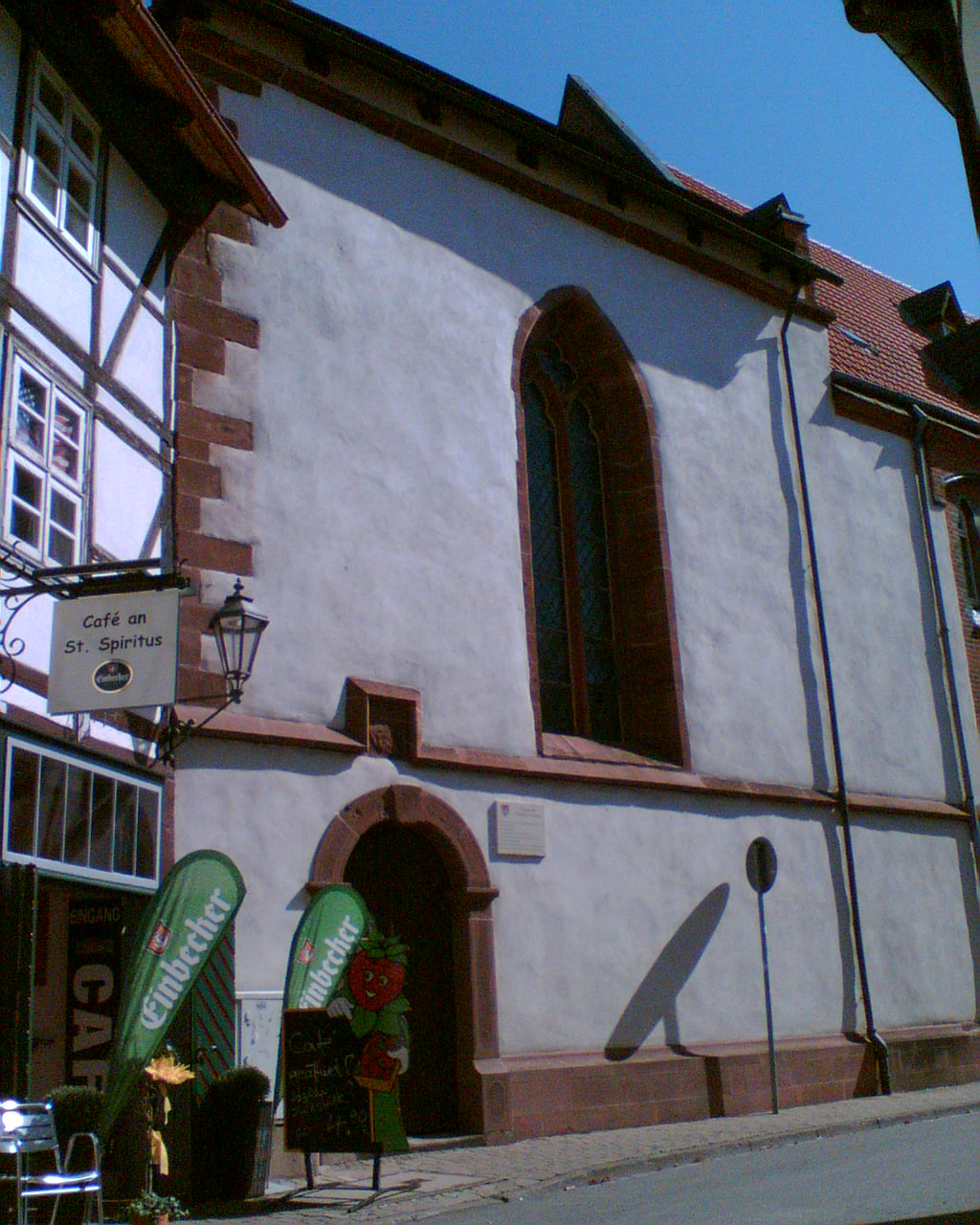
Chapelle de l'hôpital
du Saint-Esprit à Einbeck

- À Paris, les statuts de la faculté de médecine, sont rédigés par maîtres Jean de Parme, Jean Petit, Jean Breton, Pierre de Neuchâtel, Pierre d'Allemagne et Bouret, « les seuls médecins qu'il y eût encore à Paris[1] ».
- L'hôpital du Saint-Esprit (de), fondé par Albert Ier, duc de Brunswick, et « où sont reçus les enfants abandonnés à la mamelle ou autres », est attesté à Einbeck en Saxe[2],[3].
- En Norvège, le code édicté par le roi Magnus le Législateur prévoit des mesures concernant la prise en charge des malades mentaux[4].
- À Râches, en Flandre, un hôpital est mentionné dans le testament de Marguerite Baudane, veuve Mulet, dont la fille fondera la maison des Huit-Prêtres de Douai en 1320[5].
- Fondation à Valenciennes, capitale du Hainaut, de l'hôpital Sainte-Marguerite, dit des femmes gisantes et « où l'on ne reçoit que des pauvres femmes de la cité sur le point de devenir mères[6] ».
- L'hôpital Saint-Jacques, « qui demeure[ra] le principal hôpital de l'agglomération jusqu'au XVIIIe siècle », est attesté à Albi en Languedoc[7].
- Fondée avant 1180, la léproserie de Bretford, dans le Warwickshire en Angleterre, est encore en fonction[8].
- L'hôpital Saint-Jean (Hospital of St. John) est attesté à Wensley dans le Yorkshire en Angleterre[9].

## Publications
- Raymond Lulle, philosophe, théologien et poète espagnol, fait paraître ses « Principes de médecine » (Liber principiorum medicinae[10]).
- Le médecin juif Faraj ben Salim traduit en latin pour Charles d'Anjou le Kitab al-Tibb al-Mansuri (« Livre de médecine pour Mansour ») de Rhazès (865–c.925[11]).

## Décès
- 26 juin : Nasir al-Din al-Tusi (né en 1201), médecin, philosophe, mathématicien, astronome et théologien persan[12].